# ヒスパニア・バエティカ

ヒスパニア・バエティカ（西暦125年）

ヒスパニア・バエティカ（ラテン語: Hispania Baetica、ヒスパーニア・バエティカ）は、イベリア半島にあったローマ帝国の属州のひとつ。ヒスパニア・タッラコネンシスを東に接し、ルシタニアを西に接する。現在のスペイン、アンダルシア地方に相当する地域。元老院属州のひとつで、元老院の任命のもとでプロコンスルが統治した。

## ローマ以前
ローマが侵出する前、この地域はケルト系の部族がいくつか居住する地域で、南方の地中海の小島および沿岸部ではフェニキア人が活動を行っていた。また、この地域はワイン、オリーブ、そしてローマでは「ガルム」と呼ばれた魚醤の産地で、古くから地中海世界では非常に重要な地域でもあった。
第一次ポエニ戦争後、ハミルカル・バルカがカルタゴを後にしてカルタゴ・ノウァ（現：カルタヘナ）を建設。この頃よりローマもギリシア人の植民市などと同盟を結ぶなどその影響力を伸ばしつつあり、カルタゴとの関係が緊張する。紀元前226年にはエブロ川を境に相互不可侵条約を結ぶが、紀元前218年、ハンニバルがサグントゥム（現：サグント）を攻撃、第二次ポエニ戦争が始まった。そしてハンニバルは軍を率いてアルプス山脈を越えてイタリア半島へ侵攻、この地域の統治は弟ハスドルバルに任された。
ハンニバルがイタリア半島内で戦っている頃、この地域は逆にローマ軍の攻勢を受けて劣勢になり、紀元前209年、スキピオ・アフリカヌスによってカルタゴ・ノウァは陥落。紀元前207年にハスドルバルはメタウルスの戦いで戦死した。

## ローマの属州として
第二次ポエニ戦争後、ローマをこの地域を属州とした。当初はイベリア半島の属州は南方「ヒスパニア・キテリオル」と北方「ヒスパニア・ウルステリオル」という名で分割されていた。そして紀元前14年、アウグストゥスのローマ領再編で、イベリア半島の属州は3分割されて現在の「ヒスパニア・バエティカ」となった。なお、州都はコルドバに置かれた。
帝政時代にはこの属州はローマの中でも裕福な属州のひとつとなり、裕福な中流階層を生み出し、彼等のもとで解放奴隷などが活躍する土地となった。またこの土地は安全で軍隊の駐留はなく、ローマ軍は東隣のタッラコネンシスに駐在するのが普通だった。また経済力の隆盛を背景に皇帝ウェスパシアヌスの治世には彼等の支持基盤を築こうと「投票権なしのローマ市民権」をこの地域の自由民全員に与えている。そして、初の属州出身皇帝トラヤヌス、続いて甥のハドリアヌスがこの地から登場する。しかしながら、409年になるとヴァンダル族に蹂躙され、ローマの属州ではなくなる。これ以降、東ローマによる再支配（スパニア属州、552年頃 - 620年代）の期間を除くと、ゲルマン人の支配者を仰ぐこととなる。

## 西ローマ滅亡後
ヴァンダル族の支配は短かったが、代わりに西方から西ゴート族が侵入、彼等の領土の一部となる。最盛期にはイベリア半島がほぼ西ゴート王国の領土であった（550年代から620年代までの約70年間は東ローマ帝国に支配されたことがある）。しかし南方からイスラムのウマイヤ朝が侵入、711年に西ゴート王国は滅ぼされた。